# Antonín Němec

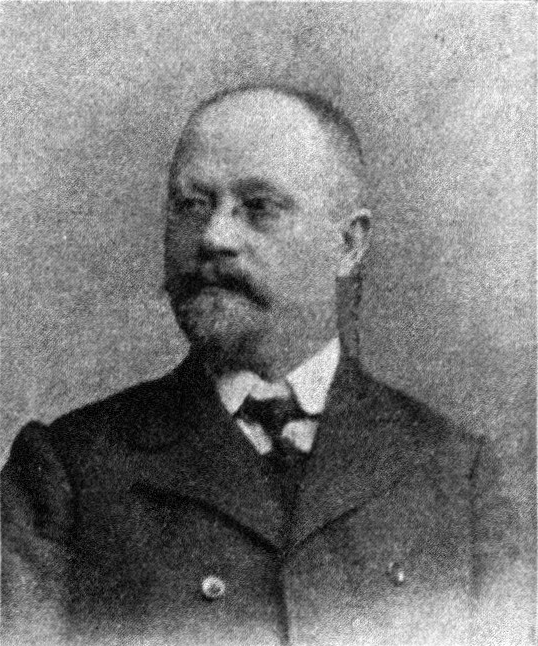
Antonín Němec

Antonín Němec (* 17. Februar 1858 in Brno; † 25. Mai 1926 in Prag) war ein führender tschechischer Sozialdemokrat zur Zeit der österreichisch-ungarischen Monarchie und während der ersten tschechoslowakischen Republik. Auch in der zweiten Internationalen spielte er vor 1914 eine wichtige Rolle.

## Leben
Er war Schriftsetzer von Beruf und trat der entsprechenden Gewerkschaft bereits 1876 bei. Er stieg zum Leiter der mährischen Druckergewerkschaft auf. Němec wurde 1894 Redakteur einer tschechischsprachigen Arbeiterzeitung in Wien, wo zahlreiche Tschechen lebten. Er kandidierte bei den Wahlen zum Abgeordnetenhaus 1897 gegen den Wiener Bürgermeister Karl Lueger und unterlag mit 18.000 zu 22.000 Stimmen recht knapp.
Im Jahr 1897 übernahm er die in Prag erscheinende Parteizeitung Právo lidu als Chefredakteur. Er war seither die faktisch führende Persönlichkeit der tschechischen Sozialdemokraten, die offiziell noch der österreichischen Partei angehörten. Hinsichtlich des Verhältnisses der Nationen formulierte er auf dem Parteitag der Gesamtpartei in Wien 1897. Es sei nicht vertretbar, „dass die Parteitage der deutschen Genossen zugleich Gesamtparteitage der österreichischen Sozialdemokratie sind. (...) Man wolle "keine gemeinsame österreichische Gesamtpartei, sondern eine geeinte Partei, welche aus den verschiedenen Nationalitäten zusammengesetzt ist.“  Er vertrat die tschechischen Sozialdemokraten auch in der zweiten Internationalen. Im Jahr 1905 rief er zusammen mit den österreichischen Sozialdemokraten zur Beteiligung am Wahlrechtskampf auf.
Offiziell Vorsitzender der tschechischen Sozialdemokraten war er von 1904 bis 1915 und erneut von 1915 bis 1925. Zwischen 1907 und 1914 war er einer der führenden Köpfe der zweiten Internationalen. Er gehörte dem Internationalen sozialistischen Büro, also dem Führungsgremium der Internationalen an. Im Jahr 1907 und erneut 1911 wurde er in das Abgeordnetenhaus für einen Prager Wahlkreis gewählt. Im Oktober 1918 wurde er Mitglied des tschechischen Nationalversammlung und blieb danach bis 1925 Parlamentsmitglied. Er war als Parteivorsitzender Mitglied des Exekutivkomitees der Tschechischen Sozialdemokratischen Partei und bekämpfte zwischen 1919 und 1920 den linken Flügel. Er war an der Übernahme des Volkshauses im September 1920 beteiligt, was mit zum Generalstreik im Dezember des Jahres beitrug. Im Jahr 1926 wurde er nach der Wahl von Antonín Hampl als Vorsitzender zum Ehrenvorsitzender der Partei gewählt. 